# Trachypus baviensis
Trachypus baviensis là một loài rêu trong họ Trachypodaceae. Loài này được Besch. mô tả khoa học đầu tiên năm 1890.
Danh pháp khoa học của loài này chưa được làm sáng tỏ. 